# Stagmomantis californica
Stagmomantis californica là một loài Bọ ngựa trong họ Bọ ngựa. Loài này được Rehn and Hebard miêu tả năm 1909. Đây là loài bản địa của Hoa Kỳ.